# Saint-Mars-d'Outillé
Saint-Mars-d'Outillé is een gemeente in het Franse departement Sarthe (regio Pays de la Loire). De plaats maakt deel uit van het arrondissement Le Mans. Saint-Mars-d'Outillé telde op 1 januari 2022 2.471 inwoners.

## Geografie
De oppervlakte van Saint-Mars-d'Outillé bedroeg op 1 januari 2022 38,04 vierkante kilometer; de bevolkingsdichtheid was toen 65 inwoners per km².

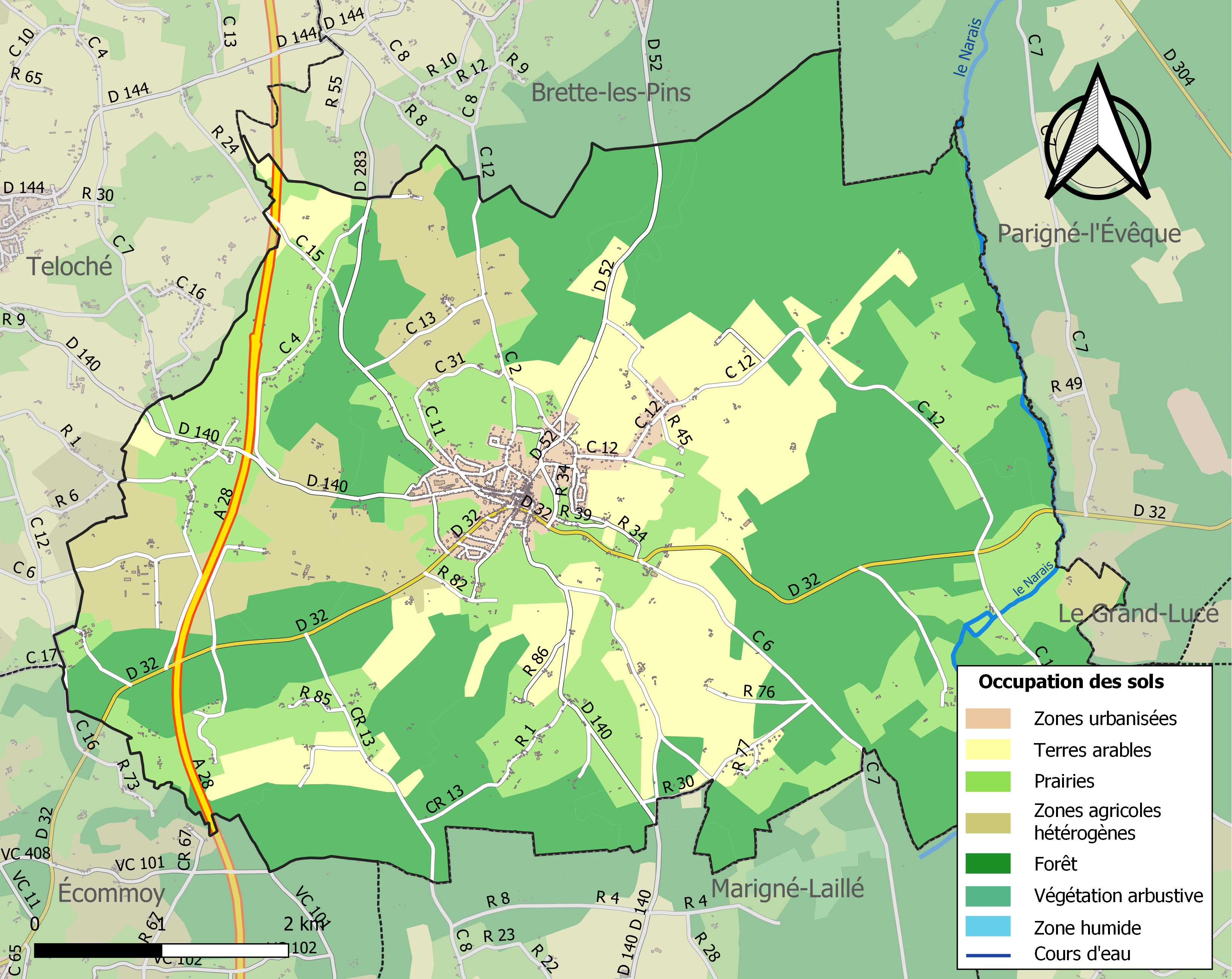
Kaart van de gemeente met de belangrijkste infrastructuur, bodemgebruik en omliggende gemeenten

## Demografie
Onderstaande figuur toont het verloop van het inwonertal (bron: INSEE-tellingen).